# Röstånga församling
Röstånga församling var en församling i Lunds stift och i Svalövs kommun. Församlingen uppgick 2006 i Kågeröd-Röstånga församling.

## Administrativ historik
Församlingen har medeltida ursprung.
Församlingen var till 1995 annexförsamling i pastoratet Billinge och Röstånga som från 1962 även omfattade Konga församling och Asks församling. Från 1995 till 2006 annexförsamling i pastoratet  Kågeröd, Stenestad, Halmstad, Röstånga, Konga och Ask.
 Församlingen uppgick 2006 i Kågeröd-Röstånga församling.

## Kyrkobyggnader
- Röstånga kyrka